# فرودگاه لک لا بیچ
فرودگاه لک لا بیچ  (به انگلیسی: Lac La Biche Airport) یک فرودگاه همگانی با کد یاتا YLB است که یک باند فرود آسفالت دارد و طول باند آن ۱٬۷۳۹ متر است. این فرودگاه در کشور کانادا قرار دارد و در ارتفاع ۵۷۴ متری از سطح دریا واقع شده است.